# Comarca Suroeste (Lanzarote)
Die Comarca Suroeste ist eine der zwölf Comarcas in der Provinz Las Palmas.
Die im Südwesten der Insel Lanzarote gelegene Comarca umfasst zwei Gemeinden auf einer Fläche von 347,13 km².

## Gemeinden
| Gemeinde                     | Einwohner (2024) | Fläche km² | Dichte Einw./km² | Cod INE | Postleitzahl |
| ---------------------------- | ---------------- | ---------- | ---------------- | ------- | ------------ |
| Tinajo                       | 6.865            | 135,28     | 51               | 35029   | 35560        |
| Yaiza                        | 18.113           | 211,85     | 85               | 35034   | 35570        |
| Comarca Suroeste (Lanzarote) |                  | 347,13     | 0                | –       | –            |

## Nachweise
1. ↑  Instituto Nacional de Estadística Municipal Register of Spain
2. ↑  Regionen und Großregionen der Kanarischen Inseln, territoriale Abgrenzungen für statistische Zwecke